# Livenza
Livenza (venecijanski: Łivensa, standardni furlanski: Livence, zapadni furlansk Lighintha) je rijeka u regiji Furlanija-Julijska krajina na istoku Sjeverne Italije, duga 112 km, koja u utječe u Jadransko more kod mjesta Caorle.

## Zemljopisne karakteristike

### Pritoke
Desne pritoke Livenze su; Meschio i Monticano, a lijeva i najveća je Meduna koje utječe kod mjesta Prata di Pordenone.
Rijeka Meduna donosi najviše vode u Livenzu oko 4.400 m³/s tako da Livenza ima vode tijekom čitave godine i plovna je gotovo cijelim svojim tokom. Korito Livenze široko je od 30 do 100 m kod Portobuffoléa na ušću u Jadransko more kod Caorlea u Venetu. Livenza je kanalima povezana s rijekama Piave i Lemene, tako da se može doploviti do Venezije.
Livenza je jednim kraćim dijelom granica između Veneta i Furlanije-Julijske krajine prolazi kroz gradove; Polcenigo, Caneva, Sacile, Brugnera, Prata di Pordenone, Portobuffolé, Motta di Livenza, San Stino di Livenza i Torre di Mosto. 

### Vode Livenze
Livenza je pretežno ravničarska rijeka s obiljem vode, bogate vegetacije i prepuna riba. Prosječni godišnji istjek Livenze je 85 m³/s, i usporediv je s najdužim talijanskim rijekama, kao Tagliamento (92 m³/s) i Brenta  (93 m³/s), ali Livenzin oscilira u skladu s godišnjim dobima. Ljeti ne pada ispod 50 m³/s, u jesen i proljeće zna narasti do 2500 m³/s, najviše zbog velikih bujica koje donosi Meduna i njena pritoka Cellina. Tako da Livenza često plavi primorske gradove u svom donjem dijelu, katastrofalne poplave Livenza bile su 1966 i 2002. Zbog toga se gradi brana na Cellina kod Ravedisa, koja bi trebala zadržati oko 20 milijuna m³ vode. Ova brana trebala bi smanjiti rizik od poplava, ali ne i potpuno eliminirati.

### Priroda
Cijelim svojim tokom Livenza ima izuzetno bogatstvo flore i faune. Od riba su zastupljeni; linjak, crvenperka, keder, štuka, šaran, lipljen, jegulja i kečiga. Velike promjene u vodotoka Levenze posljednjih desetljeća imaju negativan uticaj na rijeku i njen ekosistem.

### Podrijetlo imena
Iz pisanih izvora iz 1. stoljeća znamo da je antičko ime rijeke bilo Liquentia (od latinskog glagola liquere = klizati). Isti naziv upotrebljavao se i tijekom srednjeg vijeka, makar koji put pisan Liguenzia, ali od 13. stoljeća počeo se mijenjati do svog današnjeg oblika Livenza.

## Strateška važnost Livenza
Livenza je oduvijek imala veliku stratešku vrijednost, tako da su se kod njezinih obala odigrale mnoge velike bitke.
Kod Livenze se zbila odlučujuća bitka 1335., između kondotjera Rizzarda VI da Camino i akvilejskog patrijarha Bertranda Camollina, u kojoj je akvilejska vojska do nogu potukla Rizzarda.
Kod Livenze se odigrala bitka 1411. između ugarske vojske koju je vodio Filip Mađarin (Pippo Spano), za vrijeme rata između između Žigmunda Luksemburškog i Mletačke Republike, u kojoj su Mađari uspjeli zaobići mletačku odbranu ukopanu kod Livenze.
Na ravnici pored rijeke kod Sacilea zbila velika bitka 1809., između napoleonovih snaga koje su pokušale zaustaviti austrijski prodor prema Livenzi, u toj bitci je nadvojvoda Ivan Austrijski pobijedio generala Eugène de Beauharnaisa (Napoleonova posinka).

## Vanjske poveznice
- Fiumi - Fiume Livenza carta d'identità (Fiumi Italiani) (tal.)